# Markus Bundi

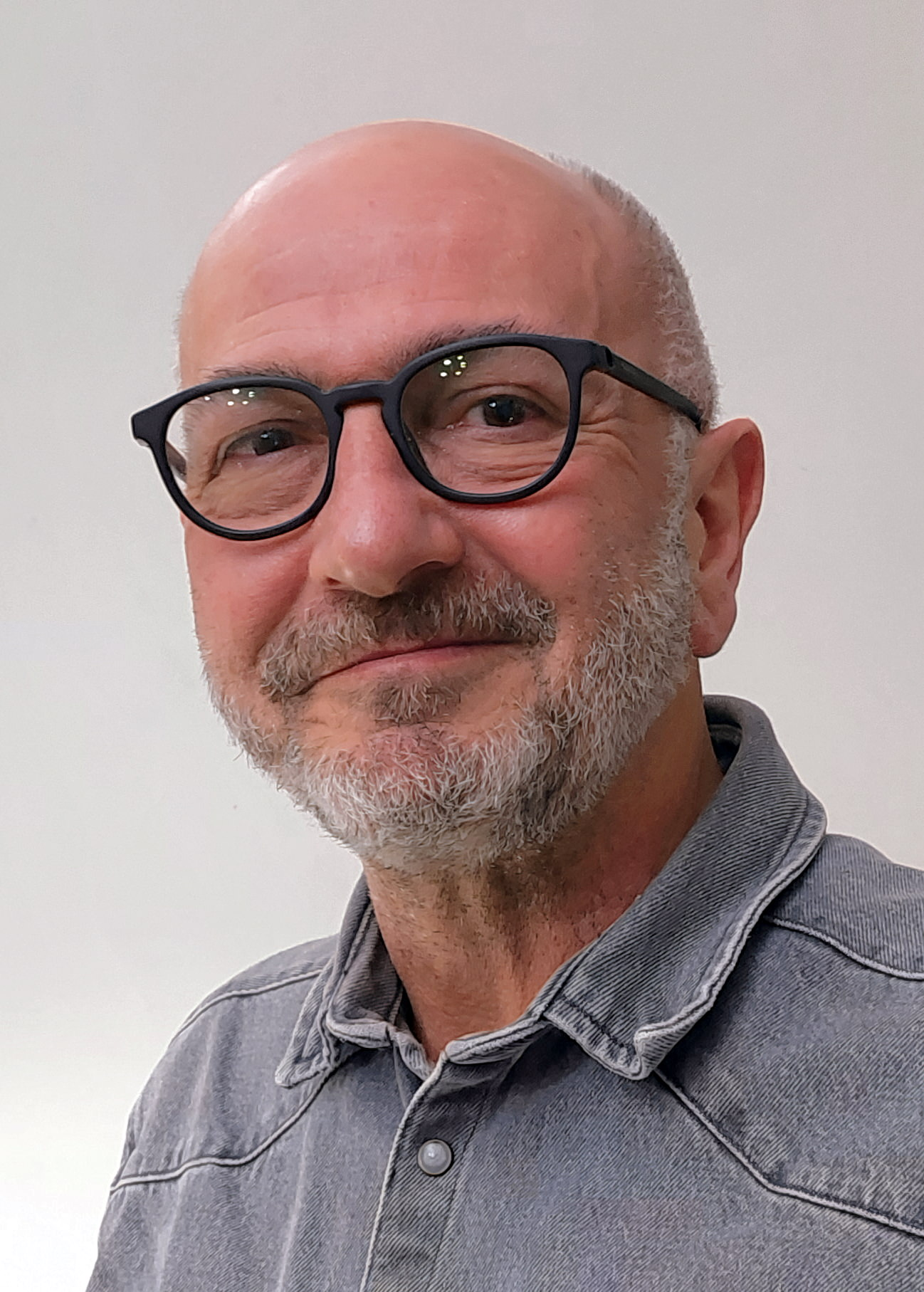
Markus Bundi (2024)

Markus Bundi (* 7. August 1969 in Wettingen, Kanton Aargau) ist ein Schweizer Schriftsteller.

## Leben
Markus Bundi ist in Nussbaumen in der Gemeinde Obersiggenthal bei Baden im Kanton Aargau aufgewachsen. Nach der Matura studierte er an der Universität Zürich Philosophie, Neue Deutsche Literatur und Linguistik.  Während des Studiums arbeitete er von 1995 bis 1996 als Sportredaktor beim Badener Tagblatt,  anschliessend war er bis 2005 Kulturredaktor bei der Aargauer Zeitung.
2001 und 2002 war Markus Bundi in der Programmkommission der Solothurner Literaturtage tätig. Seit 2005 unterrichtet er an der Alten Kantonsschule Aarau Philosophie und Deutsch.
Einem breiteren Publikum wurde Bundi mit seiner 2011 erschienenen Novelle «Emilies Schweigen» bekannt, in der die der Tötung von mehr als 70 Patienten angeklagte Krankenpflegerin Emilie T. während des ganzen Prozesses kein Wort spricht. Stattdessen spricht ihr junger Pflichtverteidiger David Moor, der durch seine Strategie «in dubio pro reo» einen Freispruch erreicht, obwohl er von der Schuld Emilies überzeugt ist. Die Erzählung wurde auch ausserhalb der Schweiz positiv besprochen. Im Januar 2021 erschien mit Die letzte Kolonie der bisher letzte Roman Bundis, in der er die Geschichte der letzten menschlichen Kolonie erzählt, die unter Tag in einem Dämmerzustand lebt.
Seit 2001 arbeitet Bundi als Autor und als Herausgeber der Werkausgabe von Klaus Merz im Haymon Verlag. Im Wolfbach Verlag gibt er seit 2010 die Lyrikreihe «Die Reihe» heraus, in der jährlich mindestens vier Titel erscheinen.
Markus Bundi lebt in Neuenhof im Kanton Aargau.

## Werke
- Zur krummen Brücke. Stuttgart, Kröner Verlag (Edition Klöpfer), 2025.
- Lichte Anker. Luzern, edition ars pro toto, 2024.
- Wilde Tiere. Septime, 2024.
- Die letzte Kolonie. Septime, 2021.[10]
- Der Vater ist der Vater. Limbus, 2021.
- Der Junge, der den Hauptbahnhof Zürich in die Luft sprengte. Septime, 2020.
- Die Aufgabe – Handbuch für gute Lehrpersonen. hep Verlag, 2020[11]
- Alte Bande. Wien, Septime, 2019.
- Begründung eines Sprachraums – Ein Essay zum Werk von Marlen Haushofer. Limbus Verlag, 2019.[12]
- Ankunft der Seifenblasen. Waldgut, 2018.
- Planglück. Klöpfer & Meyer, 2017.[13]
- Mann ohne Pflichten. Klöpfer & Meyer, 2015.
- Des Möglichen gewärtig. Innsbruck, Haymon, 2015.
- Die Rezeptionistin. Klöpfer & Meyer, 2014.[14]
- Kleine Rolle rückwärts. Edition Isele, 2013.
- Emilies Schweigen. Klöpfer & Meyer, 2013.[15][16]
- Dass Raubtiere gezähmt werden. Offizin S., 2012.
- Gehen am Ort. Isele, 2011.[17]
- Sehr geehrte und andere. Isele, 2009.
- Von Unmittelbarkeit zu Unmittelbarkeit. Isele, 2008.
- 60 Jahre Menschenrechte – 30 literarische Texte. Salis, 2008.
- Das Grinsen des Horizonts. Isele, 2007.
- Ausgezogen. Edition Epoca, 2006.
- Die Schwerkraft im Gleichgewicht. Isele, 2005.
- Entsichert. Isele, 2004.[18]
- Lichterdings. Wolfbach, 2002.[19]
- Aus Zeiten. Wolfbach, 2001.

Als wichtigste Werke bezeichnet die Abteilung Literatur des Schweizer Fernsehens SRF Emilies Schweigen, Gehen am Ort Entsichert, lichterdings und Aus Zeiten.

## Theater
- Die Verhandlung, 4. Juni 2010 in Aarau, basierend auf Texten von Franz Kafka[22]
- Der Bastard, 2005 Kurtheater Baden[23]
- Die Geschichte, 29. Mai 2003 im Keller62 in Zürich[24]